# Иберизм
Иберизм — идеологические концепции, задача которых — углубление отношений между Испанией и Португалией по всем возможным направлениям сотрудничества, в любых формах и на любых уровнях. Доктрина иберизма делает упор на культурную общность народов двух стран, на непрерывное и стабильное в течение всей истории Испании и всей истории Португалии их взаимное влияние. Эти концепции, продвигая экономическую и политическую интеграции, не подвергают сомнению своеобразие каждой из стран, но отвергают целесообразность каких-либо институциональных ограничений совместной деятельности субъектов в Испании и в Португалии.
Иберизм по значимости для общественной мысли XIX века и по схожести задач может быть сопоставим с Рисорджименто и объединением Германии.